# Irene Pepinghege
Irene Pepinghege, född den 11 augusti 1941 i Zaandam, Nederländerna, är en västtysk kanotist.
Hon tog bland annat VM-silver i K-4 500 meter i samband med sprintvärldsmästerskapen i kanotsport 1971 i Belgrad.